# Ofensiva de Praga
A ofensiva de Praga (em russo:  Пражская стратегическая наступательная операция - "Ofensiva estratégica de Praga") foi a última grande operação da União Soviética no cenário europeu da Segunda Guerra Mundial. A batalha durou de 6 até 11 de maio de 1945, ocorrendo junto com o levante de Praga. Todos os soldados do Grupo de Exércitos Centro alemão foram capturados ou mortos.